# Армен Алчиан
Армен Албърт Алчиан (на английски: Armen Albert Alchian) е американски икономист.

## Биография
Армен Алчиан е роден на 12 април 1914 година във Фресно, Калифорния, в арменско семейство. Първоначално учи в Калифорнийския щатски университет – Фресно, след което получава бакалавърска (1936) и докторска (1944) степен в Станфордския университет. По време на военната си служба през 1942 – 1946 година е статистик във Военновъздушните сили.
През 1946 година Алчиан започва работа в Калифорнийския университет – Лос Анджелис, където остава до края на своята кариера. Привърженик на Чикагската икономическа школа, той става един от видните изследователи на теорията на цените през втората половина на XX век, автор е на основополагащи статии за информацията, несигурността и теорията на фирмата. Със своите трудове върху правата на собственост и трансакционните разходи става един от пионерите на новата институционална икономика.
Алчиан е избран за член на Американската академия на изкуствата и науките в 1978 година. През 1996 г. става почетен член на Американската икономическа асоциация, а през 2010 г. е избран за почетен доктор на Университета Франсиско Марокин.
Армен Алчиан умира на 19 февруари 2013 година в Лос Анджелис.